# Mélanie Da Cruz
Pour les articles homonymes, voir Da Cruz.
Mélanie Da Cruz, née le 28 avril 1991, est une candidate de téléréalité et influenceuse franco-portugaise.
Elle atteint la notoriété lors de la saison 9 de Secret Story.

## Biographie

### Enfance
Da Cruz est originaire de l'Essonne et est issue d'une famille portugaise. Elle est fille unique, et est élevée par sa mère après la séparation de ses parents.

### Débuts
Avant de devenir candidate de télé-réalité, elle est hôtesse de l'air chez Aigle Azur.

## Vie privée
Alors en couple avec le footballeur Anthony Martial, le 25 juillet 2018, elle révèle la naissance de leur fils, Swan. Le couple se marie en 2019. Le 30 mars 2022, elle annonce leur divorce sur Instagram,,,. Durant sept ans, elle a eu de récurrentes altercations avec Samantha Jacquelinet, l'ex d'Anthony Martial.

## Filmographie

### Émissions de téléréalité
- 2015 : Secret Story 9 sur TF1 et NT1 : demi-finaliste.
- 2016 : Les Anges 8 : Pacific Dream sur NRJ12[12]
- 2016 : Les Anges 8 : Les Retrouvailles sur NRJ12
- 2016 : Friends Trip 3 sur NRJ12 : candidate (éliminée après 3 jours).
- 2020 : Les Marseillais vs Le Reste du Monde 5 sur W9[13]
- 2023 : Mamans & Célèbres 8 & 9 sur TFX[14]
- 2025 : Secret Story 13 sur TF1 et TFX[15]

### Émission télévisée
- 2016 : Le Mad Mag sur NRJ12 : chroniqueuse[16]